# 福厳寺 (墨田区)
福厳寺（ふくごんじ）は、東京都墨田区にある曹洞宗の寺院。

## 概要
1491年（延徳3年）または1541年（天文3年）、安充によって開山された。
当寺は別名「赤門寺」と呼ばれている。江戸幕府3代将軍徳川家光が、父秀忠の追善供養として寄進された朱塗りの門があったことから、そう呼ばれるようになった。しかしその門も1923年（大正12年）の関東大震災で焼失した。そのため旧紀州藩中屋敷の門を譲り受けて朱塗りの門にしたが、これも1945年（昭和20年）の東京大空襲でまた焼失した。現在の赤門は3代目の門である。

## 墓所
- 大石三平（高松藩家老）

大石三平は赤穂藩家老の大石内蔵助良雄の親族である。吉良屋敷がある本所に住んでおり、赤穂浪士に便宜を図ったという。勤皇の志士に打擲され、墓石の上部と右が大幅に削られ、笠部が壊され大石家の家紋も傷ついている。
- 原田きぬ（元芸妓、死刑囚）

「夜嵐おきぬ」のモデルとなった女性死刑囚（殺人罪）して知られる。

## 交通アクセス
- 本所吾妻橋駅A0出口より徒歩2分（経路案内）。